# Ácido homogentísico
El ácido homogentísico (ácido 2,5-dihidroxifenilacetico) es un ácido fenólico encontrado en el árbol Arbutus unedo 
Es también conocido como ácido melánico, nombre escogido por William Prout.

## En patologías humanas
La acumulación del exceso de ácido homogentísico y su óxido, llamado alcapton, es el producto de la falla de la enzima ácido homogentísico 1,2-dioxigenasa (generalmente debido a una mutación) en la vía degradativa de la tirosina, y está asociada a la alcaptonuria.

## Producto intermedio
Es un producto intermedio en el metabolismo de los aminoácidos aromáticos como la fenilalanina y la tirosina.
La enzima p-hidroxifenil piruvato oxidasa actúa sobre el p-hidroxifenilpiruvato (producido por transaminación de tirosina) para producir homogentisato. Luego es degradado por la enzima homogentisato oxidasa para dar acetoacetato de maleilo.Traducción automática de Google a español